# Estuário de Long Island

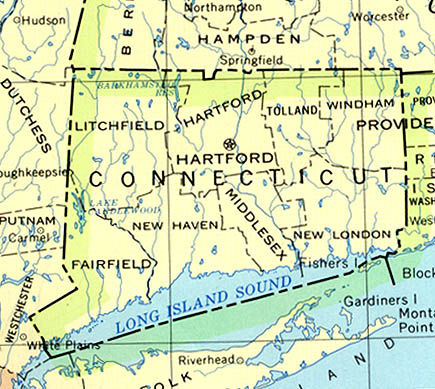
Mapa de Connecticut, onde se vê o Long Island Sound e a parte norte de Long Island (a sul).

O Estuário de Long Island (em inglês:  Long Island Sound) é um estuário do Oceano Atlântico, onde desembocam numerosos rios da região de Nova York, nos Estados Unidos. Está situado entre a costa Connecticut ao norte e Long Island ao sul, e as orlas de Nova York ao sudoeste. A desembocadura do rio Connecticut em Old Saybrook (Connecticut) encontra-se no Long Island Sound. Ao final do extremo oeste, está rodeado pelo lado norte pelo condado de Westchester (Nova Iorque) e o Bronx, e une-se ao East River. Esta estreito está às vezes considerado como a fronteira natural entre Nova Inglaterra e os estados do Mid-Atlantic (Nova Iorque, Pensilvânia, New Jersey, Maryland e Delaware.)

## História
O primeiro europeu em navegar por este estreito foi o explorador e comerciante holandês Adriaen Block em 1614 a bordo do navio Onrust explorou o East River e entrou no Long Island Sound. Viajando ao longo do estreito, internou-se no rio Housatonic (que era chamado o "Rio das Colinas Vermelhas") e no rio Connecticut, que explorou ao menos até o que é na atualidade Hartford, sessenta milhas rio adentro.
Durante o período colonial este estreito era chamado The Devil's Belt (Cinto do Diabo) e os arrecifes que se encontram em seu percurso eram conhecidos como Devil’s Stepping Stones (Degraus do Diabo).

## Geografia
O estreito de Long Island tem uma longitude de cerca de 145 km e uma largura que vai de 5 a 32 km. A profundidade média é de 20 m, com uma profundidade máxima de 45 metros.
O rio principal que desemboca em sua parte norte é o rio Connecticut. Outros rios que desembocam ao longo da costa de Connecticut são o Thames e o Housatonic. A costa é baixa e arenosa.
As maiores cidades ao longo da costa de Connecticut são, deste a oeste: New London, New Haven, Bridgeport, Stamford e Greenwich. Ao noroeste a costa do condado de Westchester está densamente povoada. O estreito banha a cidade de Nova Iorque ao oeste, onde se situa o Bronx, e ao sudoeste onde se encontra Queens.

## Vias de comunicação

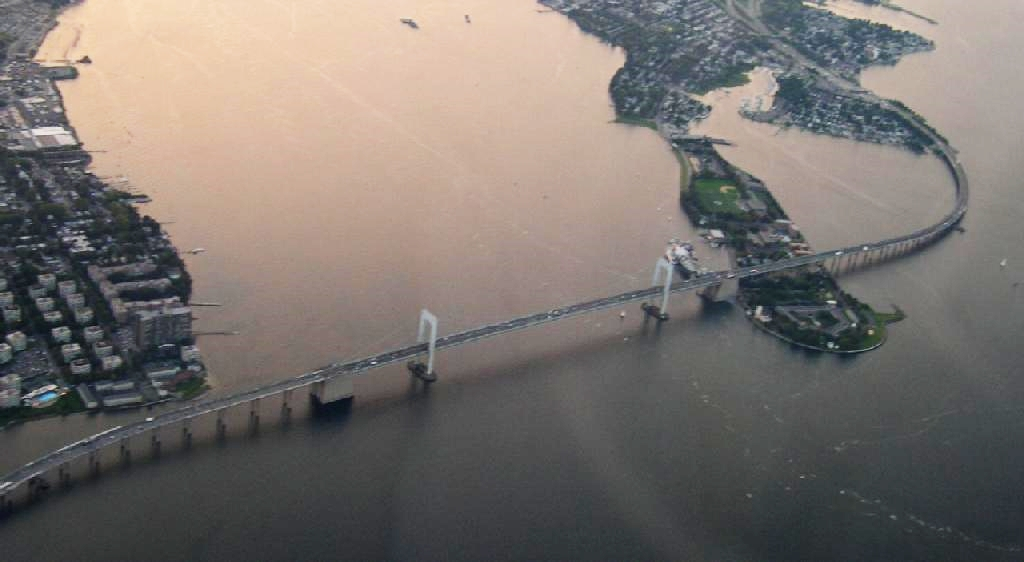
Vista aérea da ponte de Throgs Neck que conecta Queens com o Bronx.

O Long Island Sound é um braço de mar com muito tráfico.
Existe um serviço de ferry que conecta a Port Jefferson no condado de Suffolk (Estado de Nova Iorque) com Bridgeport em Connecticut. Mais ao este uma conexão através de ferry entre Orient Point, pequena cidade ao extremo nordeste da ilha de Long Island com New London em Connecticut.
No extremo sudoeste do canal, onde suas águas se encontram com as do East River, se construiu a ponte Throgs Neck Bridge inaugurado em 1961 que conecta Queens com o Bronx.